# Société anonyme en droit suisse
Pour un article plus général, voir Société anonyme.
La société anonyme (abrégée SA), en droit suisse, est celle qui se forme sous une raison sociale, dont le capital-actions est déterminé à l'avance, divisé en actions, et dont les dettes ne sont garanties que par l'actif social. Elle est la plus courante forme juridique pour les sociétés de capitaux[réf. non conforme].